# Anton E. Basetić
Anton E. Basetić, Anton Emil Basetich (pravim imenom Ante Emilio Bolanča) (Primošten, 17. rujna 1877. – Chicago, 5. studenoga 1921.) bio je hrvatski novinar. Smatra ga se prvom žrtvom jugoslavenskog velikosrpskog državnog terora u hrvatskoj emigraciji.
Rodio se je u obitelji od desetero djece. 
U Ameriku je otišao brodom iz Genove. U New York je stigao 23. srpnja 1898. godine. Nikad se nije doznalo zašto je uzeo prezime Basetić, no poznato je da je njegov brat koji je stigao u SAD jedno desetljeće poslije, 24. listopada 1907., također uzeo to prezime.
Nije poznato ništa o njegovom doškolovavanju u SAD-u, no smatra se da je onda bio znatno pismeniji od većine tamošnjih hrvatskih iseljenika. Podatci o njegovom kretanju nisu potpuni, no iz dokumenata se razabire da je živio u New Yorku, potom u Butteu u saveznoj državi Montani, oženjen za Amerikanku. Potom je živio u saveznoj državi Minnesoti i onda je otišao u saveznu državu Utah, u grad Salt Lake City. U tom je gradu zabilježena njegova novinarska aktivnost u hrvatskom iseljeničkom tisku. Godine 1911., uoči 1. svjetskog rata je uređivao i vodio novine Radnička obrana. Iduće godine je ostao udovac, jer mu je supruga umrla na porodu. Djetetova sudbina nije poznata. Nakon toga odlazi u Minnesotu u grad Duluth, gdje je nastavio uređivati trodnevnik Radničku obranu, list koji je imao povjereništva u Salt Lake Cityju, Chicagu, Milwaukeeju i u Garyju. Zabilježeno je da je tada uz Slavonian Publishing Co. (godinu poslije Croatian Publishing Co.) bio menedžerom tog lista. Njegova je novina za razliku od brojnih drugih hrvatskih iseljeničkih tiskovina izdržala postojati preko desetljeća.
Smatra se da je iste 1916. otišao iz Minnesote u grad Chicago. Ondje je kupio hrvatski iseljenički list iz Pittsburgha Hrvatski rodoljub te mu je uredništvo prenio u Chicago. Pretpostavlja se da su se njegovi listovi udružili, mijenjali imena i naposljetku izlazili kao jedan, čikaški Glas istine. Bio je prvim urednikom tog hrvatskog iseljeničkog lista. U isto vrijeme se drugi put oženio, ovog puta s Amerikankom hrvatskog podrijetla s kojom je dobio dvoje djece.
Politički stavovi su mu bili hrvatski i domoljubni, protujugoslavenski te protiv ujedinjenja sa Srbijom. Osim što je tako pisao u svojim tiskovinama još prije prvog svjetskog rata, nego je tako govorio na prosvjednim skupovoima. Kao takav je bio nepoćudan novostvorenoj državi Jugoslaviji te je bio smaknut „u sred bijela dana“ u Chicagu 5. studenoga 1921. godine. Ubile su ga dvije nepoznate osobe hitcima iz pištolja kad je išao predignuti svoju poštu u uredu Hrvatske tiskare. Smaknućem se nije želilo samo smaknuti Basetića, nego i zastrašiti sve protivnike jugoslavenske ideje i prisilne sveze Hrvatske sa Srbijom. Čikaški su mediji odmah shvatili da se radi o političkom ubojstvu. Policijska izvješća su krivo prikazivala Basetića kao "austrofila", zamagljujući istinu da je bio za hrvatsku stvar. Prave temeljite istrage o ovom zločinu nije bilo, opisujući sve kao nekakvi emigrantski obračun.

## Vanjske poveznice
- (eng.) Hrsvijet.net  Arhivirana inačica izvorne stranice od 22. prosinca 2010. (Wayback Machine) Ante Čuvalo: Anton E. Basetić (1879-1921) The First Victim of Yugoslav Terror among Croatian Émigrés